# Seznam starověkých měst Blízkého východu
Tento článek obsahuje seznam starověkých měst a sídel, která se nacházela v oblasti Blízkého východu. Sídla jsou řazena abecedně a jsou rozdělena podle regionů. V závorkách jsou uvedeny alternativní názvy, ať již současné jméno lokality nebo jiné jméno, kterým bylo sídlo v historii nazýváno (např. v Bibli).
Blízký východ je považován za region, kde vznikala první velká města lidské historie. První osady městského charakteru se zde objevily již v období mezi 10.–8. tisíciletím př. n. l. Za nejstarší města jsou označována např. Jericho, Byblos, Súsy a další.
Největší města na Blízkém východu v době bronzové měla řádově tisíce až desetitisíce obyvatel. Největším městem rané doby bronzové byl patrně Memfis v Egyptě, který měl asi 30 000 obyvatel. Ur ve střední době bronzové měl podle odhadů okolo 65 000 obyvatel. Obdobný počet obyvatel měl i Babylón v pozdní době bronzové. V této době mělo např. Ninive asi 30 000 obyvatel a kolem r. 700 př. n. l. dosáhl jejich počet 100 000 (Doba železná).

## Dolní Mezopotámie
- Adab (Bismaja)
- Akkad
- Akšak (Opis)
- Babilim (Babylon)
- Bad-tibira (Madína?)
- Borsippa (Birs Nimrúd)
- Dér (Aqar, Durum?)
- Džemdet Nasr (NI.RU)
- Dilbat (Dulejm)
- Eridu (Abú Šahrejn)
- Ešnunna (Azmar)
- Girsu (Teloh)
- Isin (Išan al-Bahrijat)
- Kisurra (Abú Chatáb)
- Kiš (Uhejmir a Ingharra)
- Kuara (Kisiga)
- Kútu (Ibrajim, Gudua)
- Lagaš (Tell el-Hiba)
- Larsa (Šenkerech)
- Marad (Vannat es-Sadum)
- Maškan šápir (Abú Duvari)
- Nippur (Afak)
- Obeid (Ubajd)
- Sippar (Abú Chabbách)
- Sippar-Amnanum (Tell ed-Der)
- Šuruppak (Fára)
- Tutub (Chafádža)
- Umma (Jócha)
- Ur (Tell al-Muqajar)
- Uruk (Varka)
- Urum (Tell Uqair)
- Zabalam (Ibzejch)

## Horní Mezopotamie
- Arbil
- Arpáčija (Tepe Rešua)
- Arrafa (Kirkůk)
- Arslan Taš (Hadátu)
- Aššúr (Qalat Šerqat)
- Doura Europos
- Dur-Kurigalzu (Aqar Quf)
- Dúr Šarrukín (Chorsábád)
- Ekallatum
- Emar (Tell Meskene)
- Halabija (Zenobia)
- Hamoukar
- Haradum (Hirbet ed-Dinije)
- Harran (Karrhy, Cháran)
- Chagar Bazar
- Chassuna
- Imgur-Enlil (Balawat)
- Kal'at Džarmo
- Karana (Tell el-Rimah)
- Kahat (Tell Barri)
- Karchemiš (Džerabis)
- Kar-Tukulti-Ninurta
- Ktésifón (Taq Kisra)
- Mari (Tell Chariri)
- Nabada (Tell Beydar)
- Nagar (Tell Brak)
- Nerebtum (Kiti, Tell Išdžali)
- Nimrud (Kalach, Kalchu
- Ninive (Ninua)
- Nuzi (Gasur)
- Seleukie
- Urfa (Orfa, Urhai, Edessa, Sanliurfa)
- Tell es-Sweyhat
- Šanídár
- Šubat-Enlill (Tell Leilan)
- Šibaniba (Tell Billa)
- Tarbis (Šeríf Chan)
- Tell Taja
- Tell Agrab
- Tell Arbid
- Tell Fecheríja (Vaššukkani?)
- Tepe Gaura
- Tepe Šemšara (Šušarra)
- Tell Harmal (Šaduppum)
- Terqa (Tell Ašara)
- Til Barsib (Masuwari, Tell Ahmar)
- Urkiš (Tell Mozan)
- Vaššukanni

## Zagros a Elam
- Anšan (Tall-i Malyjan, Tepe Malyjan)
- Behistun
- Čóga Mami
- Čóga Miš
- Dur Untaš (Čóga Zanbíl)
- Godin Tepe
- Hasanlu
- Kabnak (Haft Tepe)
- Konár Sandal
- Nakš-e Rustam
- Parsa (Persepolis)
- Pasargady
- Súsy
- Šad Šápúr (Kazvín)
- Šachr-i Suchte
- Tall-e Bakun
- Tacht-e Sulejmán
- Tepe Sialk
- Tepe Jahja
- Záví Čemi

## Arménská vysočina (Urartu)
- Tušpa (Van)
- Erebuni (Jerevan)
- Tejšebajni
- Armavir (Argištichinil)
- Jervandašat (Cherbeklu)
- Artašat
- Bagaran

## Anatolie
- Adana
- Alacahöyük (Evuk)
- Alisar
- AmedÇayönü (Çayönü, Diyarbakır)
- Antalya (Adalia)
- Beycesultan
- Çatal Hüyük
- Filadelfia (Alaşehir)
- Chattušaš
- Káneš (Neša, Kültepe)
- Karatepe (Azatiwataja)
- Maşat Höyük
- Melid (Malatija, Arslantepe)
- Milét
- Nikaia (Iznik, Nicea)
- Sam'al (Zincirli Höyük)
- Sardy (Sardis, Uda?)
- Smyrna (Izmir)
- Sultantepe (Huzirina)
- Šapinuwa
- Tarsus (Mersin)
- Trója (Wilusa, Ilion, Ilios, Truwis)
- Yazılıkaya

## Levanta
- Akko (Akra)
- Adórajim (Adora, Dura)
- Alalach (Tell Açana)
- Aleppo
- Afek (Antipatris, Tell Afik)
- Tel Arad
- Ašdod
- Aškelon (Isqualluna, Ascalon)
- Baalbek (Heliopolis)
- Batroun (Botrys)
- Beerševa
- Bejt Še'an (Skythopolis, Bejsan)
- Bejt Šemeš
- Bét-el
- Bosra (Bezer, Nova Trajana Bostra)
- Byblos (Gebal, Gibelet)
- Dan (Lešem, Tel Dan)
- Damašek (Dimasqu)
- Dhiban (Dibon)
- Dór (Dora)
- Ebla (Tell Mardích)
- Ejn Gedi (Hazazon-tamar ,Tell Goren)
- Ekron (Tel Mikna)
- Et-Tell (Aj?)
- Gerasa (Džeraš)
- Gat (Gimti, Gintu)
- Gaza
- Gezer
- Gibeat (Tell el-Ful?)
- Gilgal Refajím (Rujm el-Hiri)
- Hamáth (Amatuwana, Amat, Hamata, Epifanija)
- Chacor (Hasura)
- Hebron (Chevron)
- Herodion (Herodium)
- Jericho (Tell es Sultan)
- Jeruzalém (Ašamam, Jebús)
- Tel Jizre'el
- Kadéš Barnea
- Kedeš (Tel Kedeš)
- Kerak (Kír Moabský)
- Kumidi (Kamid el Loz)
- Lachiš (Lakiša)
- Megido (Mageddo, Magiddu, Magaddu. Magidda, Makida, Maketi, Makitu, Makedo, Armageddon)
- Qatna (Tell Mišrife)
- Kumrán
- Rabat Amon (Ammán, Filadelfia)
- Samaří (Šomron)
- Sarepta
- Šarúchen (Tell el-Ajjul)
- Šílo
- Sidon
- Tadmor (Tudmur, Palmýra)
- Tall Zira'a
- Tell Balata (Šekem)
- Eglon (Tell el-Hesi)
- Karkar (Tell Karkur?)
- Tell Tuejni (Gibala?)
- Tirsa (Tell el-Farah)
- Týros (Surru, Tylos)
- Ugarit (Ras Šamra)
- Umm el-Marra (Tuba)